# Alexandru Șerban
Alexandru Șerban (n. 1922 – d. 2004) a fost primar al municipiului Cluj-Napoca în 1990.
A fost fiul economistului și profesorului român Mihai Șerban și al Mărioarei Blaga (fiica lui Iosif Blaga). Naș de botez i-a fost Alexandru Vaida-Voievod. S-a căsătorit în 1955 cu Cochi (născută Miculescu), cadru didactic la Facultatea de Fizică. Împreună au avut un băiat și două fete. Fiul său, Alexandru Brăduț Șerban, cunoscut între prieteni și sub numele Cuxi, este al treilea român care a cucerit vârful Matterhorn din Alpii Apenini, în 1982. Cuxi a decedat în 1983, la vârsta de 23 de ani, surprins de o avalanșă în zona refugiului Gențiana de lângă cabana Pietrele din Munții Retezat.